# Lod
Lod lub Lidda (hebr. ‏לוֹד‎, arab. ‏اللُّدّ‎ trb. Al-Ludd; w starożytności nazywane też Diospolis, wymowa lokalna Lud) – miasto położone w Dystrykcie Centralnym w Izraelu.

## Położenie
Miasto leży na równinie Szaron, w odległości 14 kilometrów od Morza Śródziemnego. Tworzy wraz z położonym na południu miastem Ramla jedną aglomerację, luźno związaną z obszarem metropolitalnym Gusz Dan. Po wschodniej stronie miasta przepływa rzeka Ajjalon i jej dopływ Gezer.
W jego otoczeniu znajduje się miasto Ramla, moszawy Nir Cewi, Achi’ezer, Zetan, Kefar Truman, Ginnaton, Ben Szemen i Achisamach, wieś Kefar Chabad, strefa przemysłowa Nir Cewi, tereny międzynarodowego portu lotniczego im. Dawida Ben Guriona oraz cementownia Nesher Israel Cement Enterprises Ltd.

## Demografia
Zgodnie z danymi Izraelskiego Centrum Danych Statystycznych w 2008 roku w mieście żyło 67,4 tys. mieszkańców, z czego 67,5% stanowili Żydzi, 24,8% Arabowie (w tym muzułmanie i chrześcijanie), a 7,7% inne narodowości.
Zgodnie z danymi Izraelskiego Centrum Danych Statystycznych w Lod w 2000 było 23 032 zatrudnionych pracowników i 1405 pracujących na własny rachunek. Pracownicy otrzymujący stałe pensje zarabiali w 2000 średnio 4754 szekli.
Populacja miasta pod względem wieku:
| Wiek (w latach) | Procent populacji w % |
| --------------- | --------------------- |
| 0–4             | 10,4%                 |
| 5–9             | 10,5%                 |
| 10–14           | 8,4%                  |
| 15–19           | 7,1%                  |
| 20–29           | 15,1%                 |
| 30–44           | 18,8%                 |
| 45–59           | 16,1%                 |
| ponad 60        | 13,4%                 |

Źródło danych: Central Bureau of Statistics.

## Historia
Odkrycia archeologiczne wykazały, że w tym miejscu znajdowała się starożytna osada Lydda, która jest wymieniana przez faraona Totmesa III na liście kananejskich miast w Karnak w II tysiącleciu p.n.e. Po zajęciu Ziemi Obiecanej przez Izraelitów miasto Lod zostało założone przez Shemeda z plemienia Benjamina. W VIII wieku p.n.e. miasto zostało zniszczone przez Asyryjczyków, a jego mieszkańcy uprowadzeni w niewolę babilońską. Żydzi z Lod przez cały czas niewoli zachowali swoją tożsamość narodową, o czym świadczy tekst z Księgi Ezdrasza 2:33, który mówi o ludziach z Lod, którzy powrócili z niewoli do swojej ziemi (do Ziemi Izraela). Następnie Księga Nehemiasza 11:35 informuje, że miasto Lod zostało wówczas ponownie zasiedlone przez Żydów. W okresie hellenistycznym Lod początkowo znajdowało się poza granicami terytoriów Judei. To Grecy zmienili nazwę miasta na Lydda. Podczas powstania Machabeuszów miasto zostało zajęte przez Żydów w 143 p.n.e. i weszło w skład państwa Machabeuszy. W 43 rzymski gubernator Syrii, Kasjusz, sprzedał wszystkich mieszkańców miasta w niewolę. W 66 rzymski legion dowodzony przez prokonsula Syrii, Cestiusa Gallusa, idąc na Jerozolimę zdobył i spalił miasto Lod. Zniszczenia dopełnił w 68 legion dowodzony przez Wespazjana.

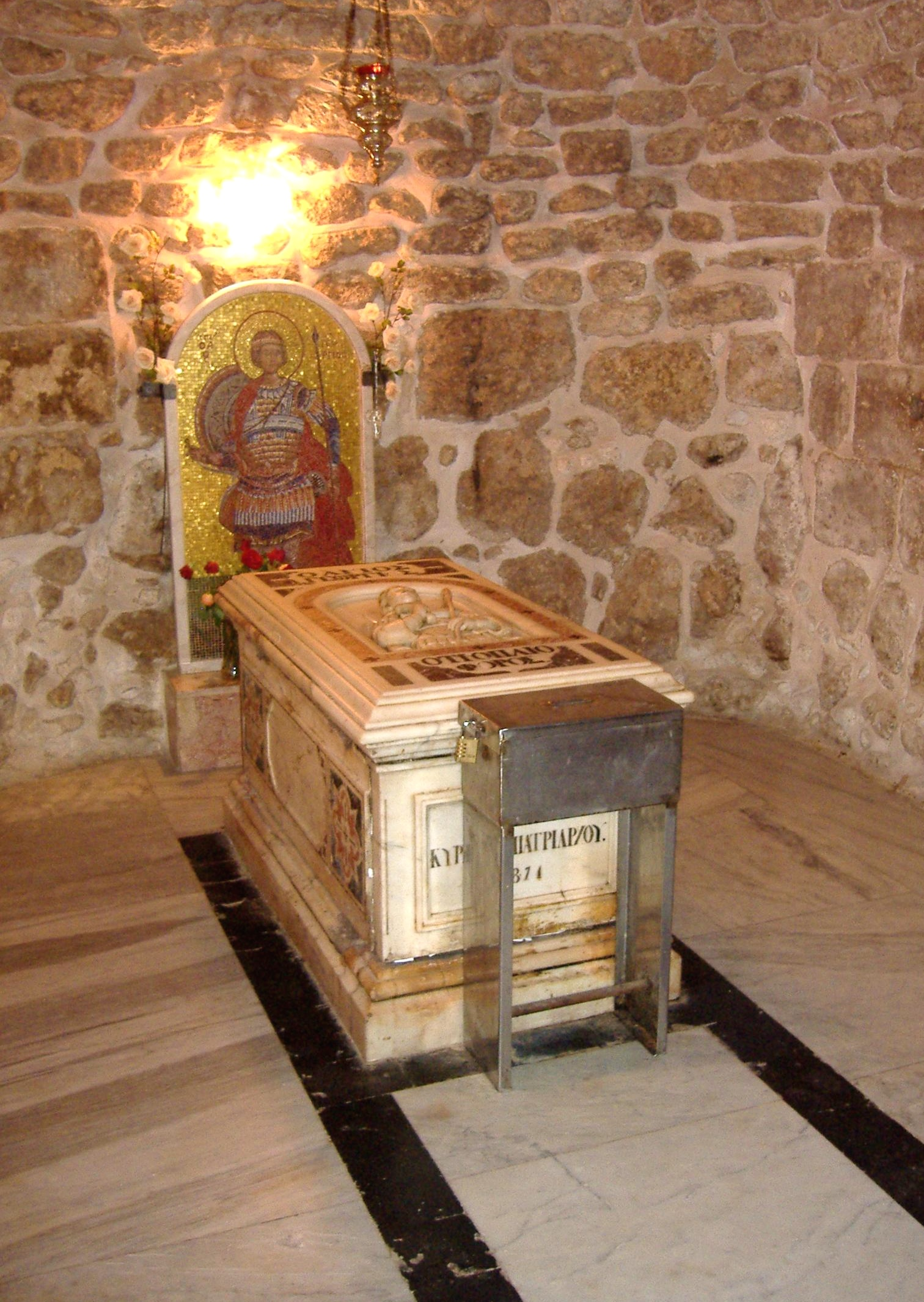
Grobowiec świętego Jerzego w Lod

W czasach panowania rzymskiego Lod nosiło nazwę Diospolis (łac. Colonia Lucia Septimia Severia Diospolis). W Dziejach Apostolskich 9:32–38 Diospolis jest wymieniane jako miasto w którym przebywał Apostoł Piotr, gdy zawołano go do zmarłej w pobliskiej Jafie Tabity. Piotr poszedł i modlitwą wskrzesił zmarłą. Po zniszczeniu w 70 r. Świątyni Jerozolimskiej, wielu Żydów osiedliło się w Lod. To tutaj Rabbi Akiba ben Josef (zwany też Rabbi Akiva) założył słynną jesziwę, w której studiowało pisma 24 tys. Żydów (nauczali w niej: Rabbi Eliezer ben Hyrcanus, Rabbi Tarphon i Rabbi Gamliel). Podczas powstania żydowskiego w 117 Rzymianie otoczyli miasto i wymordowali większość mieszkańców.
Pod panowaniem Bizancjum miasto było w przeważającej mierze chrześcijańskie. Według chrześcijańskich legend jest to miejsce śmierci świętego Jerzego, patrona Anglii. To z tego powodu miasto było nazywane Gyorgyopolis. Wybudowano tutaj kościół Świętego Jerzego. W końcu grudnia 415, prymas Eulogiusz z Cezarei zwołał synod w Diospolis. Podczas obrad zastanawiano się nad poglądami Pelagiusza, który przebywał wtedy w Ziemi Świętej. W synodzie wzięło udział trzynastu biskupów, wśród nich bp Jan II z Jerozolimy (386–417) – następca Cyryla Jerozolimskiego (348–386). Broniąc się przed biskupami, Pelagiusz odżegnał się od tez Celestiusza, potępionych na synodzie w Kartaginie w 411. Dalszy ciąg kontrowersji pelagiańskiej pokazał jednak, że Pelagiusz nie był do końca uczciwy wobec greckojęzycznych biskupów, którzy nie w pełni rozumieli wagę problemu nurtującego Kościół łacińskojęzyczny.

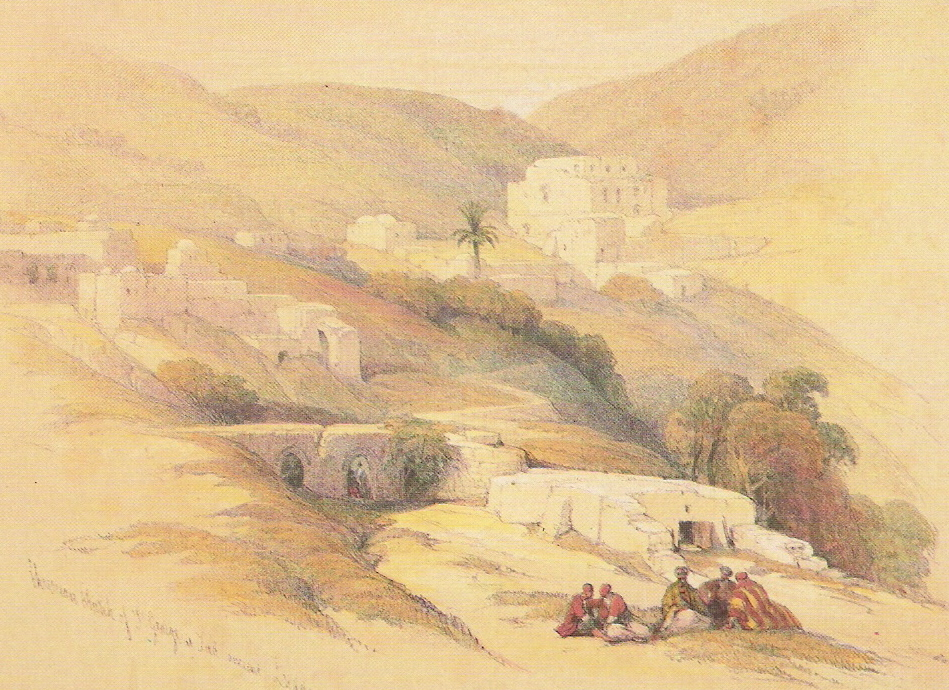
Panorama Liddy, 1839

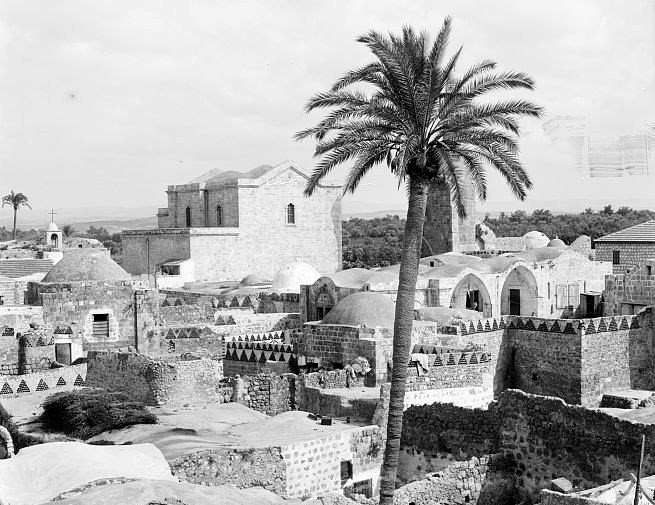
Panorama Liddy, 1920

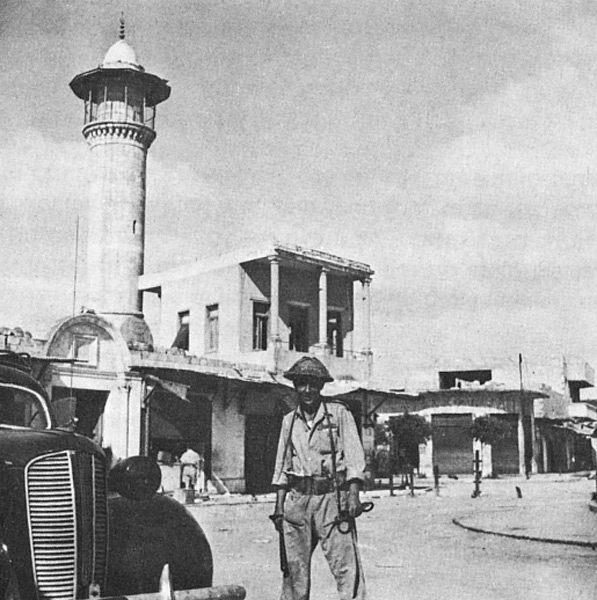
Żydowski żołnierz w centrum Liddy

W 636 miasto zdobyli Arabowie. Przez pewien czas miasto było stolicą prowincji Filastin, jednak później stolicę przeniesiono do sąsiedniej Ramli. Kalif Abd al-Malik ibn Marwan zniszczył miasto i zburzył kościół Świętego Jerzego. W 1099 miasto zdobyli krzyżowcy, następnie odbił je Saladyn i ponownie w 1191 zajęli krzyżowcy. Dla krzyżowców pochodzących z Anglii miasto miało szczególne znaczenie (wierzyli, że zmarł tutaj święty Jerzy). Nazywali je St. George de Lydda. Król Ryszard I Lwie Serce odbudował miasto i kościół Świętego Jerzego, a w tutejszej diecezji wprowadzono obrządek łaciński. Gdy w 1170 Lyddę odwiedził żydowski podróżnik Beniamin z Tudeli, był jednym Żydem w mieście. Później przez długie lata cała Palestyna była pod panowaniem arabskim. Arabowie zmienili nazwę miasta na al-Lydda. W XIII wieku Mamelucy użyli kamieni z kościoła Świętego Jerzego do budowy meczetu el-Chodr, który również poświęcono Świętemu Jerzemu, uznawanemu przez islam za świętego człowieka. Później miasto na długi czas podupadło. W 1870 grecki kościół ortodoksyjny zakupił od Arabów pozostałości kościoła i wybudował na tym miejscu nowy kościół Świętego Jerzego. W 1911 miasto ucierpiało od trzęsienia ziemi.
W 1918 Palestyna przeszła spod panowania Imperium Osmańskiego pod panowanie brytyjskie. Miasto w tym okresie nazywało się Lydda. Brytyjczycy nie radzili sobie z narastającym konfliktem arabsko-żydowskim w Palestynie i w 1921 doszło tutaj do arabskich rozruchów, podczas których wypędzono wszystkich Żydów z miasta. W 1927 kolejne trzęsienie ziemi zniszczyło miasto. Podczas odbudowy, brytyjska administracja zastąpiła stare gliniane arabskie domy nowoczesnymi budynkami z cegły. Wybudowano wówczas także stację kolejową i Lod stało się ważnym węzłem komunikacyjnym w Mandacie Palestyny. W 1936 kilka kilometrów na północ Brytyjczycy wybudowali bazę lotniczą Lidda.
1 listopada 1945 r. organizacje Irgun Cewai Leumi i Lechi dokonały zamachu terrorystycznego na stację kolejową w Lod.

Decyzją rezolucji Zgromadzenia Ogólnego ONZ nr 181 z 29 listopada 1947, miasto Lod miało wejść w skład arabskiego państwa w Palestynie. Brak dobrej woli osiągnięcia pokojowego porozumienia doprowadził do wybuchu wojny domowej w Mandacie Palestyny, podczas której arabskie milicje działające z Liddy paraliżowały żydowską komunikację w całym regionie. Podczas I wojny izraelsko-arabskiej w lipcu 1948 Izraelczycy przeprowadzili operację Danny. W dniu 12 lipca zajęli miasto Lidda. Doszło wówczas do krwawych walk ulicznych, które po wojnie niektórzy nazwali masakrą ludności cywilnej. Raport sporządzony przez oficera wywiadu Jeruham Cohena ocenił liczbę zabitych Arabów na 250 zabitych. Palestyński historyk Aref al-Aref podaje dużo wyższe liczby: 426 zabitych, w tym 179 którzy zginęli w meczecie Dahmash. Rankiem 13 lipca izraelskie dowództwo nakazało przymusową ewakuację mieszkańców miast Lidda i Ramla. Cywile szli pieszo ponad dziewiętnaście kilometrów w bardzo dużym upale, niosąc na rękach swój dobytek i dzieci. Ludzie najpierw porzucali dobytek, następnie umierały osoby starsze, schorowane i dzieci. Zginęło około 350 osób. Dopiero po dotarciu do jordańskich linii, cywile byli przewożeni ciężarówkami do Ramallah. W ciągu dwóch dni w ten sposób wysiedlono około 50 tys. mieszkańców. W Liddzie i Ramli pozostało zaledwie 2,3 tys. Arabów. Izraelski historyk Benny Moris napisał:

Wszyscy Izraelczycy, którzy byli świadkami wydarzeń, zgodzili się by wypędzenie odbyło się pod palącym lipcowym słońcem, co powiększyło cierpienia uchodźców, szczególnie z Lyddy... Wielu było ograbionych z kosztowności przez żołnierzy na posterunkach przy drodze przy wyjeździe z miasta. Sto cywilów zmarło od upału, wyczerpania, odwodnienia...

 Władze izraelskie usprawiedliwiały się, że była to strategiczna konieczność wynikająca z potrzeby umocnienia pozycji obronnych i dlatego musiano usunąć z tych miejsc ludność arabską. Wiele lat później Icchak Rabin wyraził żal z powodu tego wydarzenia.
Po tych dramatycznych wydarzeniach pozostałe opuszczone arabskie domy zajęli żydowscy imigranci masowo napływający do Izraela. Większość imigrantów pochodziło z Maroka i Tunezji, a w następnych latach z Etiopii i krajów byłego ZSRR. W 1952 rząd izraelski wywłaszczył Arabów w Lod z ziemi, bez informowania ich o tym (odkryli to w 1955). W następnych latach kilkakrotnie izraelskie firmy budowlane rozpoczynały budowę nowych osiedli na dawnych gruntach arabskich. Arabowie, próbując ratować swoją ziemię, pośpiesznie stawiali swoje domy, bez posiadania wymaganych przez prawo zezwoleń. Nielegalnie wzniesione domy kwalifikowano wówczas do wyburzenia. Doprowadziło to do wybuchu arabskich rozruchów, podczas których policja zabiła w październiku 2000 trzynastu Arabów. Do wyjaśnienia konfliktu żydowsko-arabskiego w Lod powołano wówczas specjalną komisję, na czele której stanął sędzia Theodor Or. W swoim raporcie komisja orzekła, że rząd powinien udzielić pomocy społeczności arabskiej w Lod, która doświadczyła dyskryminacji.

### Nazwa
Na przestrzeni swojej długiej historii miasto posiadało wiele nazw: Lod (hebr. ‏לוֹד‎), Diospolis (gr. Διόσπολις), Gyorgyopolis – w czasach bizantyjskich, St George de Lydda – w okresie krucjat, al-Lydd – czasy arabskie i osmańskie, Liddy – w brytyjski Mandacie Palestyny, i ponownie Lod.

## Symbole
Oficjalny herb miasta zaprojektował inżynier Wolf Pevzner. Zawiera on kilka symbolicznych motywów. Starożytna brama prowadząca do miasta wskazuje na długą historię Lod. Zaorane pole symbolizuje żyzne okoliczne tereny rolnicze. W tle rośnie duży jawor. Po bokach widnieją dwie gałązki oliwne reprezentujące liczne gaje oliwne, które w przeszłości stanowiły ważny element lokalnej gospodarki. Werset biblijny pochodzi z Księgi Jeremiasza i symbolizuje otwartość miasta na absorpcję nowych imigrantów.

I synowie wrócili do swoich granic.

Miasto nie posiada oficjalnej flagi. W razie potrzeby używa się pomarańczowej flagi z herbem.

## Polityka
| Burmistrz         | Lata sprawowania urzędu |
| ----------------- | ----------------------- |
| Alexander Camille | 1959–1964               |
| Szraga Schwalb    | 1964–1965               |
| Cewi Ickowic      | 1965–1978               |
| Mosze Efrat       | 1978–1983               |
| Maksim Lewi       | 1983–1996               |
| Benny Regev       | 1996–1998               |
| Pinhas Idan       | 1998–2000               |
| Arje Bibi         | 2000–2002               |
| Maksim Lewi       | 2002                    |
| Benny Regev       | 2002–2007               |
| Ilan Harari       | 2007–2011               |
| Me’ir Niccan      | 2011-nadal              |

Od 2011 burmistrzem miasta jest Me’ir Niccan. Z ważnych instytucji międzynarodowych w Lod swoją siedzibę ma Agencja Żydowska (9 David Hamelech St.).

### Współpraca międzynarodowa
Lod posiada dwa miasta partnerskie: Samtredię w Gruzji i Piatra Neamț w Rumunii.

## Architektura
Pod względem układu urbanistycznego miasto Lod można podzielić na trzy części: (1) Stare Miasto pozostałe po arabskiej Lidzie, do którego powoli powraca ludność arabska; (2) nowe dzielnice żydowskie, które wyrosły wokół Starego Miasta: Neve Jarak, Jasmin, Szabbazi, Ramat Eszkol, Ganei Ja’ar, Neve Nof, Miszmar Nof, Givat HaZeitim, Savjonei Lod, Lud HaTseira, Neve Alon, Bene Beitecha, Ben Gurion, Ne’ot Icchak, Gan Haqal A, Gan Haqal B, Kiriat Menachem Begin, Chabad, Shikun Memshalti, Neve Zajit, Hisachon, Amidar, Rasko, Remet i Szaret; oraz (3) najnowsze i najbardziej ekskluzywne położone na zachód od torów kolejowych osiedla: Dahamasze, Neve Szalom, Snir i Ganei Aviv.

## Kultura
Ważną rolę w lokalnej kulturze odgrywa Centrum Asymilacji Imigrantów, w którym prowadzone są różnorodne kursy i uroczystości kulturalne. Między innymi naucza się tutaj tradycyjnych żydowskich tańców i prowadzi zajęcia teatralne. Szczególną instytucją jest Instytut Badań Literackich Habermanna (ang. The Habermann Institute for Literary Research). Prowadzi on badania nad literaturą i folklorem społeczności żydowskich na całym świecie, z położeniem szczególnego nacisku na Żydów z Afryki Północnej. Biblioteka Instytutu posiada bogate zbiory podań ludowych, zwyczajów, bajek i powiedzeń. Przy Instytucie znajduje się także Muzeum Dziedzictwa Żydowskiego.
Od 1999 w Lod działa hiphopowy zespół muzyczny DAM, który w swoich piosenkach opisuje trudności życia Arabów na okupowanych terytoriach.

## Edukacja
Zgodnie z danymi Izraelskiego Centrum Danych Statystycznych w Lod znajduje się 39 szkół, w tym 27 podstawowych i 17 średnich. Ogółem do szkół uczęszcza 12 718 uczniów, w tym 8980 do szkół podstawowych i 3738 do szkół średnich. Średnia uczniów w klasie wynosi 25 osób.

## Religia

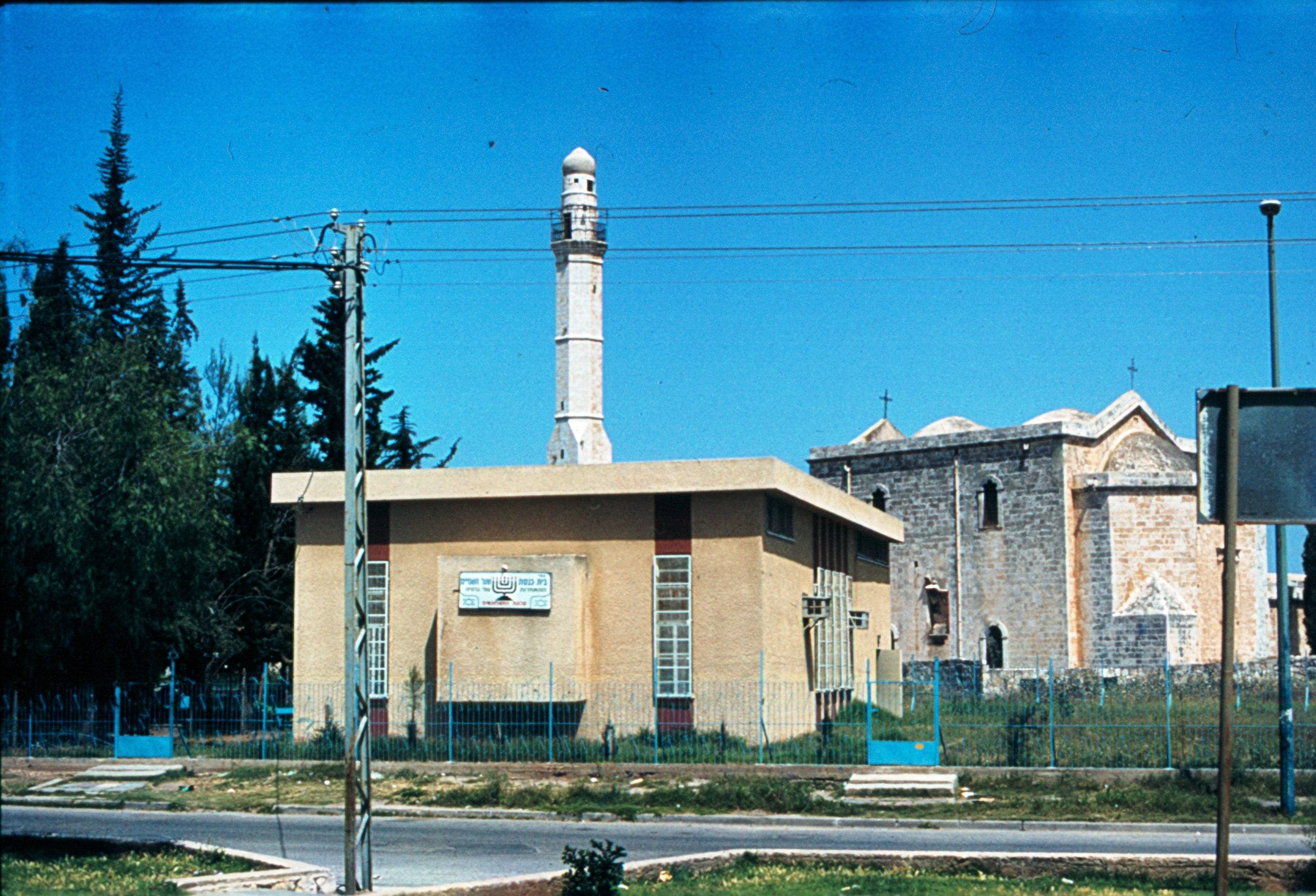
Synagoga, meczet i kościół w Lod

W mieście znajduje się około 70 synagog służących różnym grupom wyznaniowym w ich różnych obrządkach religijnych. W mieście znajduje się także kilka uczelni chasydzkiej grupy Chabad-Lubawicz: Beit Kneset Chabad – Beit Arje, Chabad of Lod, Chabad of Sza’arei Halija, Chabad School, Colel Avreichem for Georgian Refugees, Colel Ner Jishahn, Gan Chabad, Irgun Chabad Lejotzei Gruzja, Kolel Tiferet Menachem, Talmud Tora i Jesziwa Tomchei Tmimim. Około 300 rodzin społeczności Chabad-Lubawicz zamieszkuje w osiedlu Chabad i jego najbliższej okolicy.
W starej części miasta znajduje się Kościół Św. Jerzego, należący do Prawosławnego Patriarchatu Jerozolimy.

## Sport i rekreacja
Najważniejszym tutejszym klubem sportowym jest piłkarski Hapoel Bene Lod F.C., który gra w krajowej drugiej lidze (Liga Leumit). Jego siedzibą jest miejski stadion Lod. Klub powstał w 1980 z połączenia dwóch mniejszych klubów Bene Lod i Rakevet Lod. W regionalnej lidze piłkarskiej grają mniejsze kluby Hapoel MS Ortodoxim Lod i Maccabi Lod.

## Gospodarka
W mieście znajdują się dwie strefy przemysłowe, w których działa wiele przedsiębiorstw z branży logistyki, medycyny, produktów papierniczych, substancji chemicznych i hi-tech. Najważniejszą rolę odgrywa północna strefa przemysłowa Lod, która zajmuje powierzchnię 500 ha. Ze względu na bliskość portu lotniczego jest ona jedną z najważniejszych stref przemysłowych całego Dystryktu Centralnego. Do najważniejszych tutejszych zakładów należy firma Telrad produkująca urządzenia telekomunikacyjne, fabryka tektury Cargal, fabryka papierosów i centrum informatyczny Banku Narodowego Izraela. Rozwojowi strefy sprzyja korzystne położenie przy autostradzie, linii szybkiej kolei i lotnisku.
W południowej strefie przemysłowej znajduje się firma Uti Logistics Israel Ltd. prowadząca usługi logistyczne w transporcie morskim. Firma ICON Clinical Research Israel Ltd. jest światowym dostawcą urządzeń służących do rozwoju biotechnologii i farmakologii.

## Transport

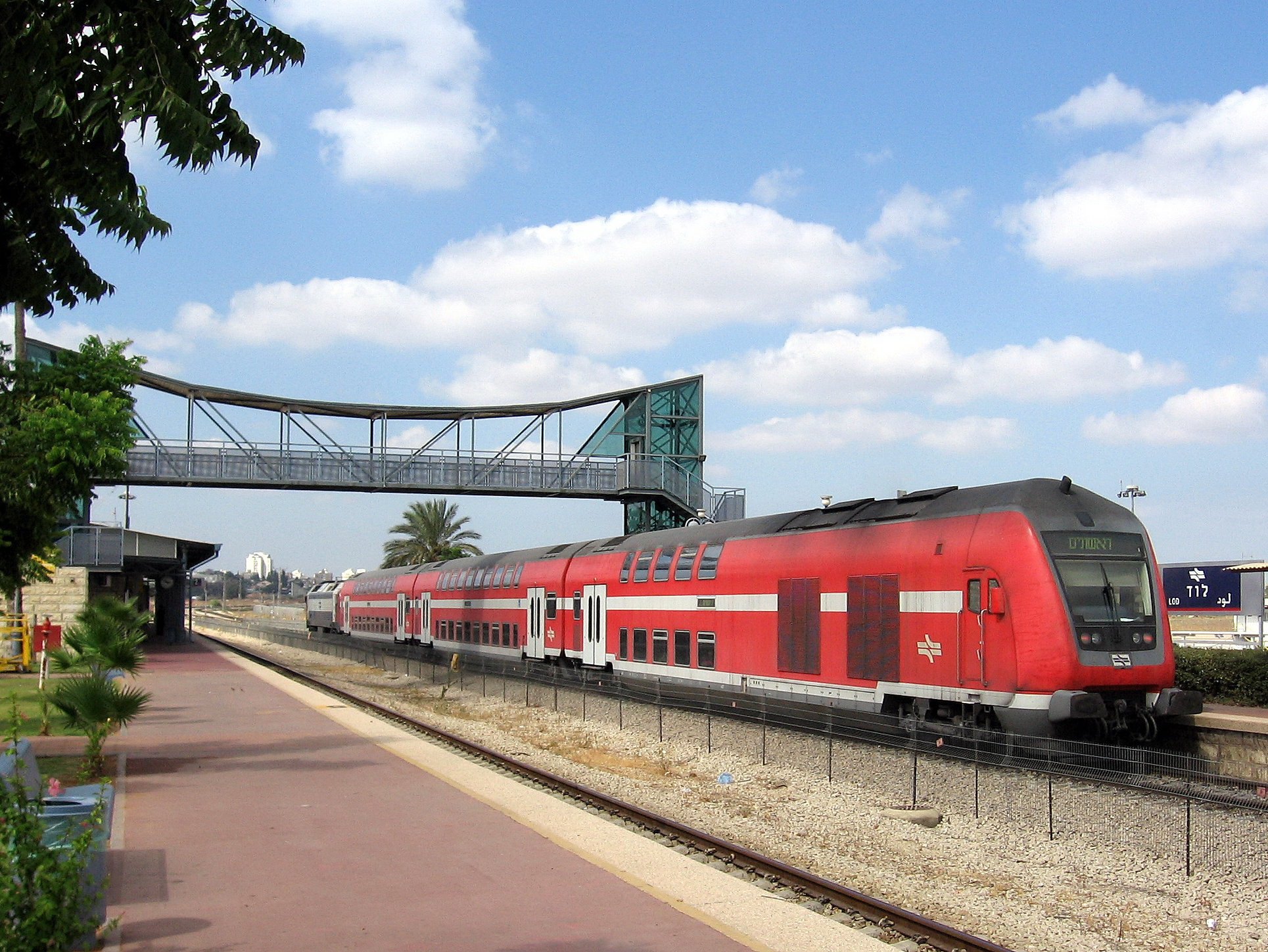
Piętrowy pociąg Bombardier na stacji kolejowej Lod.

Przez centrum miasta Lod przechodzą drogi nr 434 i 443. Jadąc nimi na północ lub północny wschód dojeżdża się do skrzyżowań z drogą ekspresową nr 40 i dalej do węzłów drogowych z autostradą nr 1. Natomiast wyjeżdżając z miasta w kierunku południowym wjeżdża się na drogę ekspresową nr 44, którą jadąc na południowy wschód dojeżdża się do węzła drogowego z autostradą nr 6 i autostradą nr 431.
W mieście znajdują się dwie stacje kolejowe. Główna stacja kolejowa Lod znajduje się w zachodniej części miasta, i przechodzi przez nią pięć linii kolejowych Rakewet Jisra’el do Jerozolimy, Beit Szemesz, Tel Awiwu, Bene Berak, Petach Tikwy, Rosz ha-Ajin, Kefar Sawy, Naharijji, Hajfy, Riszon le-Syjon, Binjamina-Giwat Ada, Netanji, Rechowot, Aszkelonu i Beer Szewy. W północno-zachodniej części miasta, przy osiedlu Ganei Aviv znajduje się druga stacja kolejowa Lod Ganne Awiw.
Na północ od miasta znajduje się międzynarodowy port lotniczy Ben Guriona.

## Osoby związane z miastem
- Święty Jerzy – główny patron Anglii, Gruzji i Litwy, jeden z Czternastu Świętych Wspomożycieli.
- Georges Habasz (1926–2008) – palestyński terrorysta urodzony w Lod.